# Jewish Theater
The Jewish Theater of New York (JTNY) ist ein jüdisches Theater in New York. Es wurde 1994 von Tuvia Tenenbom gegründet. Seit 2003 ist es das einzige englischsprachige jüdische Theater in New York.
Der Corriere della Sera nannte es das „innovativste jüdische Theater der Welt“.

## Produktionen (Auswahl)
- Father of the Angels
- Love Letters to Adolf Hitler
- Diary of Adolf Eichmann
- The Suicide Bomber
- Love in Great Neck
- The Last Virgin
- Last Jew in Europe